# Чепелін-Кольонія
Чепелін-Кольонія (пол. Czepielin-Kolonia) — село в Польщі, у гміні Морди Седлецького повіту Мазовецького воєводства.
Населення — 108 осіб (2011).
У 1975-1998 роках село належало до Седлецького воєводства.

## Демографія
Демографічна структура станом на 31 березня 2011 року:
|          | Загалом | Допрацездатний вік | Працездатний вік | Постпрацездатний вік |
| -------- | ------- | ------------------ | ---------------- | -------------------- |
| Чоловіки | 61      | 10                 | 39               | 12                   |
| Жінки    | 47      | 4                  | 25               | 18                   |
| Разом    | 108     | 14                 | 64               | 30                   |